# Augusto Ichisato
Augusto Ichisato (Passo Fundo, 18 de abril de 1985). É graduado em Engenharia de Alimentos em 2008 na Universidade Estadual Paulista - Unesp de São José do Rio Preto.
Também é um lutador brasileiro de jiu-jitsu, que luta na categoria peso-pesado masculino da International Brazilian Jiu-Jitsu Federation.

## Carreira na Engenharia de Alimentos
Augusto Ichisato é um engenheiro de alimentos com uma trajetória rica em experiências e conquistas no setor de ingredientes e processos alimentícios. Formado pela Universidade Estadual Paulista (UNESP) em 2007, ele iniciou sua carreira com um estágio na Nestlé, onde coordenou atividades de controle de qualidade e atualização de especificações de matérias-primas, aprimorando processos críticos de conformidade. Em seguida, atuou na Votorantim Agronegócios | Citrovita como Engenheiro de Processos, implementando o Programa de Equipes de Alta Performance e desenvolvendo metodologias para maximizar a eficiência dos recursos. Nessa função, sua abordagem com a metodologia Lean Six Sigma gerou uma economia anual de R$500 mil e contribuiu para a implementação de um Sistema de Gestão Integrada (SGI) em diversas unidades industriais.
É um reconhecido jurado do prêmio FI Awards, realizado anualmente pela Food Ingredients South America, que premia as principais inovação do setor de ingredientes e alimentos na América Latina.

## Carreira no Jiu Jitsu
Augusto começou seus primeiros treinos de jiu-jitsu, aos 
27 anos, no fundo de uma sorveteria no ano de 2012 ensinado por seu irmão mais novo e naquela época faixa-azul Ricardo Ichisato. A sorveteria faliu, mas o Jiu-Jitsu seguiu até os dias de hoje. Sua primeira escola de jiu-jitsu brasileiro foi com faixa preta Vinicius Maximo na cidade de Araraquara, São Paulo, Brasil.
Em 2022, recebeu a faixa-preta das mãos do mestre Luiz Guilherme "Guigo".

### International Brazilian Jiu-Jitsu Federation
Augusto fez sua estreia na IBJJF em 2016 ficando em segundo lugar no Campeonato Sul-Americano de Jiu-Jitsu na categoria Master 1, faixa Azul, meio pesado.
Em 2018, foi campeão no Pan IBJJF Jiu-Jitsu Championship na categoria Master 1, faixa roxa, pesado. No mesmo ano foi campeão do Campeonato Brasileiro de Jiu-Jitsu 2018 na categoria Master 1, faixa roxa, pesado. E segundo lugar 2 no Campeonato Sul-Americano de Jiu-Jitsu 2018, na categoria Master 1, faixa roxa, pesado .
Em 2022, foi campeão do São Paulo International Open IBJJF Jiu-Jitsu Championship, na categoria Master 2, faixa marrom, absoluto e terceiro lugar na categoria pesado nesse mesmo campeonato.

## Vida pessoal
Augusto é engenheiro de alimentos formado pela Universidade Estadual Paulista (Unesp), em dezembro de 2007.